# 侍聪
侍聪（2001年3月12日—），中国男子竞技体操运动员，2021年世界竞技体操锦标赛男子双杠铜牌得主、2021年夏季世界大运会男子团体全能金牌得主、男子个人全能和男子单杠银牌得主、2023年世界竞技体操锦标赛男子团体全能和男子双杠银牌得主。